# Gesichtsbogen
Der Gesichtsbogen (Syn: Transferbogen) ist ein Gerät, das die Übertragung individuell am Patienten gemessener Parameter in den Artikulator ermöglicht. Er dient der Lagebestimmung des Oberkiefers (Maxilla) im Verhältnis zur Schädelbasis bzw. zum Kiefergelenk. Dazu wird der Gesichtsbogen beidseitig am äußeren Gehörgang mit den Oliven sowie mit einer Nasenstütze am Kopf des Patienten fixiert. Anschließend wird die Bissgabel (mit erwärmter Referenzmasse) gegen die Kauflächen bzw. Schneidekanten der Oberkieferzähne gedrückt. Nun wird die Bissgabel mit Hilfe eines Gelenks fest am Gesichtsbogen verschraubt. Damit ist die Registrierung am Patienten abgeschlossen.
Im nächsten Schritt wird der Gesichtsbogen am Artikulator befestigt und anschließend das Oberkiefermodell auf der Bissgabel sitzend einartikuliert. Das Unterkiefermodell wird anhand der Kieferrelationsbestimmung (früher: Bissnahme) (Wachs, Silikon …) zum Oberkiefermodell passend einartikuliert.
Wird kein Gesichtsbogen verwendet, muss man sich einer standardisierten Eingipslehre bedienen. Dies kann dazu führen, dass die Okklusion bei dem neuen Zahnersatz nicht korrekt im Labor eingestellt werden kann. Inwieweit der erreichte Vorteil lediglich einen akademischen Unterschied darstellt, wird kontrovers diskutiert und hängt in großem Maße von den kephalometrischen Maßen des Patienten ab. Es gibt vergleichende Studien, die aus Patientensicht keinen höheren Tragekomfort von unter Anwendung eines Gesichtsbogens gefertigten Prothesen zeigen konnten.
|  |  |